# Кубок Короля Бахрейну з футболу 2022—2023
Кубок Короля Бахрейну з футболу 2022—2023 — 68-й розіграш кубкового футбольного турніру у Бахрейні. Титул володаря кубка вчетверте здобув Аль-Хала.

## Календар
| Раунд                   | Дата               | Матчі | Клуби   |
| ----------------------- | ------------------ | ----- | ------- |
| Перший попередній раунд | 19-20 вересня 2022 | 4     | 24 → 20 |
| Другий попередній раунд | 28 вересня 2022    | 4     | 20 → 16 |
| 1/8 фіналу              | 10-13 жовтня 2022  | 8     | 16 → 8  |
| 1/4 фіналу              | 2-3 лютого 2023    | 4     | 8 → 4   |
| 1/2 фіналу              | 13-14 лютого 2023  | 2     | 4 → 2   |
| Фінал                   | 7 квітня 2023      | 1     | 2 → 1   |

## 1/8 фіналу
| Команда 1      | Рахунок      | Команда 2       |
| -------------- | ------------ | --------------- |
| 10 жовтня 2022 |              |                 |
| Аль-Ріффа      | 3:0          | Аль-Іттіфак (2) |
| Аль-Аглі       | 4:0          | Аль-Шабаб       |
| 11 жовтня 2022 |              |                 |
| Аль-Мухаррак   | 4:0          | Бусайтін (2)    |
| Будая          | 0:0 пен. 1:3 | Аль-Наджма (2)  |
| 12 жовтня 2022 |              |                 |
| Манама Клаб    | 2:0          | Бахрейн         |
| Аль-Халдія     | 0:0 пен. 2:4 | Сітра           |
| 13 жовтня 2022 |              |                 |
| Аль-Хала       | 2:0          | Аль-Тадамун (2) |
| Іст Ріффа      | 0:1          | Аль-Хідд        |

## 1/4 фіналу
| Команда 1     | Рахунок      | Команда 2      |
| ------------- | ------------ | -------------- |
| 2 лютого 2023 |              |                |
| Манама Клаб   | 1:1 пен. 5:4 | Сітра          |
| Аль-Хала      | 1:1 пен. 4:2 | Аль-Хідд       |
| 3 лютого 2023 |              |                |
| Аль-Аглі      | 1:1 пен. 4:2 | Аль-Наджма (2) |
| Аль-Мухаррак  | 0:0 пен. 0:3 | Аль-Ріффа      |

## 1/2 фіналу
| Команда 1      | Рахунок      | Команда 2 |
| -------------- | ------------ | --------- |
| 13 лютого 2023 |              |           |
| Манама Клаб    | 1:2          | Аль-Хала  |
| 14 лютого 2023 |              |           |
| Аль-Ріффа      | 2:2 пен. 1:4 | Аль-Аглі  |

## Фінал
| 7 квітня 2023 20:45 (EEST) |

| Аль-Аглі | 0:0 пен. 5:6 | Аль-Хала |
| -------- | ------------ | -------- |
|          | Протокол     |          |

| Халіфа Спортс Сіті Стедіум, Мадінат-Іса |